# Wilhelminenschacht

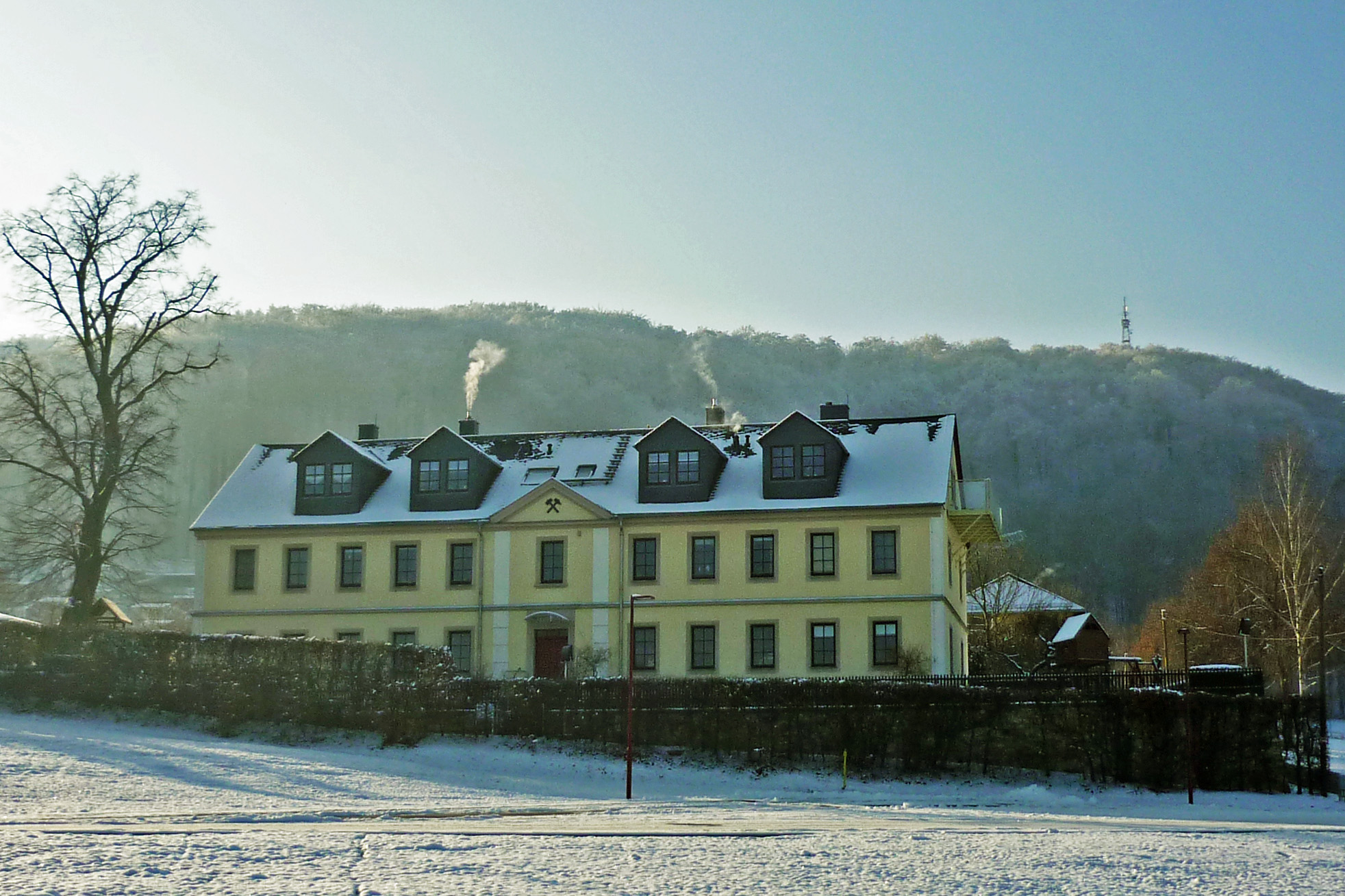
Bergbeamtenwohnhaus (2014)

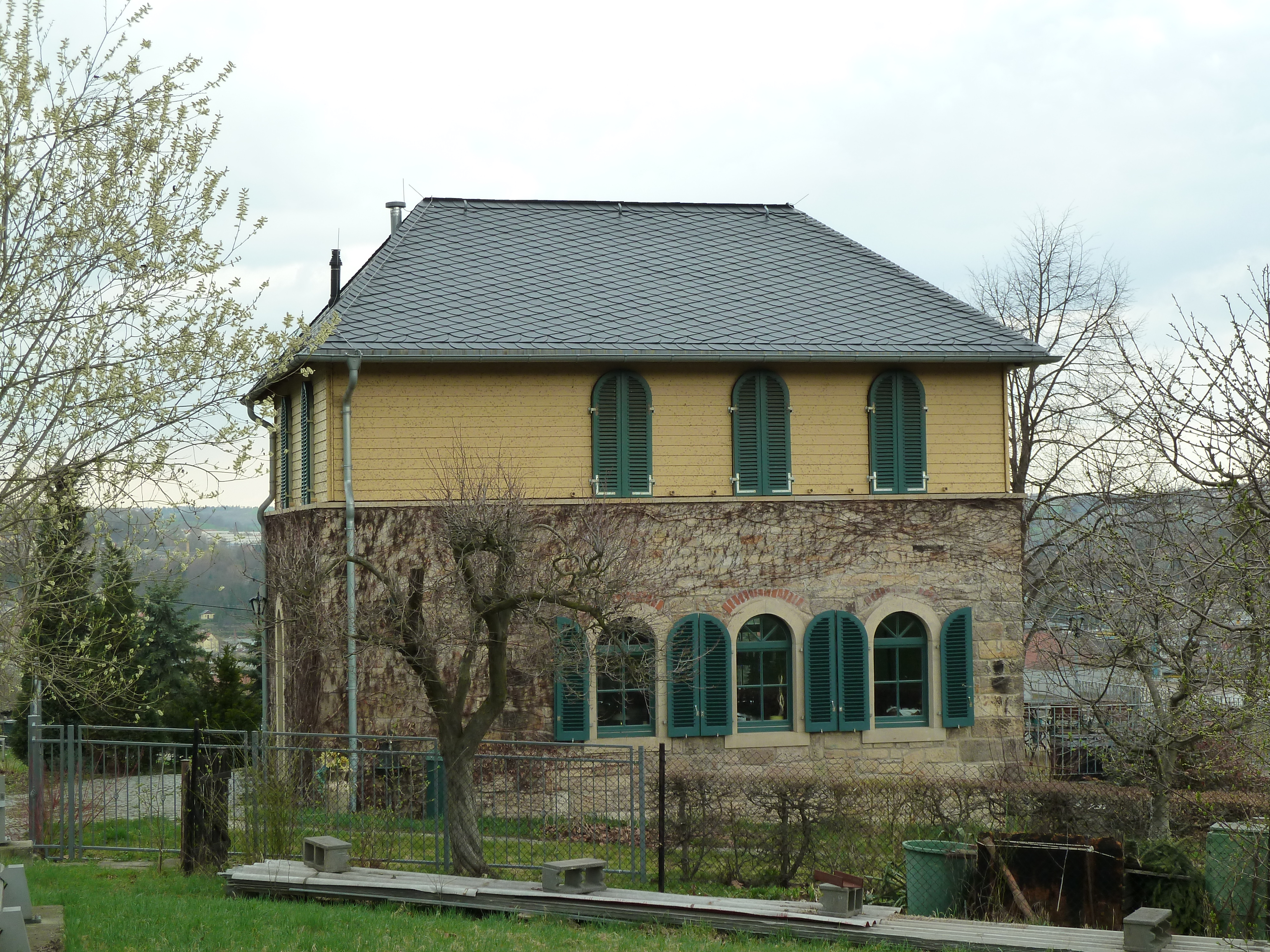
Maschinenhaus (2013)

Der Wilhelminenschacht war eine Steinkohlengrube der Freiherrlich von Burgker Steinkohlen- und Eisenhüttenwerke. Der Schacht lag im zentralen Teil der Steinkohlenlagerstätte des Döhlener Beckens im sogenannten Unteren Revier in Burgk. Das erhaltene Bergbeamtenwohnhaus sowie das Maschinenhaus für die Wasserhaltung stehen als Kulturdenkmal unter staatlichem Schutz.

## Geschichte
Die Freiherrlich von Burgker Steinkohlen- und Eisenhüttenwerke begannen 1815 mit dem Teufen des Schachtes. Der bei 213 m ü. NN angesetzte Schacht erreichte eine Teufe von 207 Metern. Ab 167 Meter wurde das 1. Flöz mit einer Mächtigkeit von 5,50 Meter durchteuft. Das bei 180 Metern durchteufte 2. Flöz hatte eine Mächtigkeit von 0,80 Meter, das bei 188 Meter durchteufte 3. Flöz eine Mächtigkeit von 0,60 Meter und das bei 193 Meter durchteufte 4. Flöz eine Mächtigkeit von 0,20 Meter.
Mit dem in einer Teufe von 202 Metern angesetzten Querschlag überfuhr man in südöstlicher Richtung in einer Entfernung von 147 bis 360 Metern 4 kleine Sprünge des südlichen Zweiges der Beckerschachtverwerfung. Das Flöz wurde hier um 3 Meter, 7 Meter, 3 Meter und 5 Meter angehoben. Damit lag das sonst nach Süden einfallende Flöz in einem Niveau. Nach ca. 430 m traf man auf das jetzt mit 15° nach Süden einfallende Flöz.
Als Fahrung für die Mannschaft diente die Tagesstrecke Unteres Revier. Die Entwässerung des Grubenfeldes erfolgte über ein Flügelort des Burgker Weißeritzstollns.
Zwischen 1823 und 1830 baute man eine von Hand betriebene Setzwäsche auf. Es handelte sich dabei um die erste Nasswäsche im deutschen Steinkohlebergbau. Zwei Bienenkorböfen dienten ab 1823 der Koksproduktion. Ab 1840 belieferte man den ersten Kokshochofen Sachsens in der König-Friedrich-August-Hütte in Dölzschen. Zwischen 1842 und 1847 verarbeitete man auch die Kohlen des Neuhoffnungsschachtes am Windberg, die über dessen Rösche angeliefert wurden.
Für die öffentliche Beleuchtung in Burgk und für eigene Zwecke baute man 1828 eine Gaserzeugungsanlage. Es handelte sich dabei um die zweite derartige Anlage auf dem europäischen Kontinent. Das Gaswerk erreichte 1899 mit 46.122 m3 Leuchtgas seine höchste Leistung.
Im Jahr 1858 kam bei einer Schlagwetterexplosion ein Bergmann ums Leben.
Nach Erschöpfung der Vorräte wurde die Förderung nach 1870 eingestellt. Die Gesamtfördermenge über die Betriebszeit betrug 905.431 Tonnen. Der Schacht wurde aber weiterhin zur Wasserhaltung genutzt. 1893 wurde die Wasserhaltung vorläufig eingestellt. 1904 wurde zur Wassergewinnung für die Kohlenwäsche unter Tage eine elektrische Triplexpumpe (Kolbenpumpe) von der Firma J. E. Näher aus Chemnitz installiert. Im Jahr 1915 wurde der Schacht abgeworfen. 1918 wurde der Burgker Weißeritzstollnflügel im Schacht abgedämmt und der Schacht verfüllt. Nach dem Abriss der Tagesanlagen blieb nur das Bergbeamtenwohnhaus und das Maschinenhaus der Dampfmaschine erhalten. Die Gebäude dienen Wohnzwecken.
1977 der Wilhelminenschacht durch die Bergsicherung Dresden verwahrt.

### Erdmannschacht
Als zentralen Hilfsschacht für die Wasserhaltung im Unteren Revier teufte man 40 Meter westlich des Wilhelminenschachtes von 1820 bis 1822 den Erdmannschacht (Dampfmaschinenschacht). Der bei 210 m ü. NN angesetzte Schacht erreichte eine Teufe von 122 Metern. Er war nach dem preußischen Bergrat Anton Friedrich Erdmann aus Wettin benannt, der bei den Burgker Werken als technischer Beirat angestellt war. Für den Antrieb der Pumpen sah man eine Dampfmaschine vor, wie sie sich bereits bei den Königlichen Steinkohlenwerken Zauckerode bewährt hatte. Die Niederdruck-Kondensationsmaschine mit Balancier wurde 1822 von der Firma Kinne in Halle/Saale geliefert und hatte eine Leistung von 8 PS. Eine weitere Dampfmaschine mit 16 PS kam ab 1838 neben der Wasserhaltung auch als Antrieb für die Seilförderung auf dem Wilhelminenschacht zum Einsatz. Sie war vom Freiherrlich von Burgk'schen Eisenhüttenwerk hergestellt worden. Der Erdmannschacht wurde bereits 1845–46 wieder abgeworfen.
1972 wurde der Erdmannschacht durch die Bergsicherung Dresden verwahrt.